# Salgye du Dalma
Salgye du Dalma – (tibetisch: Die jenseits des konzeptuellen Denkens wirkt, auch: gsal-byed-gdos-bral-ma) ist eine aus dem Muttertantra des tibetischen Bön stammende Dakini und wird mit weißer Hautfarbe, Haumesser, Schädelschale und Kathvanga haltend dargestellt. Sie hat große Bedeutung als Hüterin des Schlafes während der Übungen zu sogenanntem Schlaf- und Traumyoga.
Dakini (Sanskrit „Himmelstänzerin“) sind tantrische Geistwesen des antiken Indiens, welche nach der Mythologie die Seelen der Toten in den Himmel bringen. Diese Wesen existieren weiter als buddhistische Figuren im tibetischen Buddhismus.
Dem "Großen Mutter-Tantra" (Ma-Gyud) nach ist Salgye Du Dalma die Dakini, welche als Schutz für den bewussten Schlaf und das luzide Träumen angerufen wird. Sie wird angerufen, um das Traumyoga zu praktizieren. „Sie, welche über das Begriffsvermögen hinaus erhellt“, so einer ihrer weiteren Namen, wird als leuchtender Lichttropfen – bekannt als "tingle" (Sanskrit Bindu) – dargestellt. Diese Dakini ist immer erreichbar, da sie im Herzen residiert, auf einer weißen Mondscheibe sitzend, welche an einer goldenen Sonnenscheibe lehnt, die ihrerseits wiederum auf vier blauen Lotosblüten ruht.

## Darstellung
Salgye du Dalma ist von weißer Körperfarbe, hat ein Gesicht und zwei Hände. Sie trägt Schmuck mit einer Schädelkrone, hält in der rechten Hand ein Triguk-Haumesser vom Körper weg und in der linken eine Schädelschale. In ihrer Armbeuge lehnt ein tantrischer Stab. Ihr rechts Bein ist im freudvollen Tanz angewinkelt. Sie ist mit einem wehenden Schal geschmückt.